# アルブレフト・スタニスワフ・ラジヴィウ

紋章

アルブレフト・スタニスワフ・ラジヴィウ公爵（ポーランド語表記：Albrecht (Albrycht) Stanisław Radziwiłł, リトアニア語表記：Albrechtas Stanislovas Radvila, 1595年7月1日 - 1656年11月12日）は、ポーランド・リトアニア共和国の大貴族（マグナート）、政治家。1619年よりリトアニア副大法官、1623年よりリトアニア大法官およびヴィリニュスの代官を務めた。権門ラジヴィウ家のオルィカ領主系統の最後の人物、アルブレフト・ラジヴィウ4世とも呼ぶ。生涯にわたり絶大な政治的影響力を保ち、また対抗宗教改革の熱心な推進者として共和国内のプロテスタント勢力と敵対した。

## 生涯
リトアニア宮内長官を務めたスタニスワフ・ラジヴィウ公爵の子として父の世襲領オルィカで生まれた。彼は生涯にわたって共和国の複数の要職を占めたが、そのうちの一部は世襲的に手にしたものだった。直接の領地であるヴォウィンのオルィカを管理すること以外に、彼は正副の大法官としてリトアニア大公国の国外・国内政策に関わり、またヴィリニュス、コヴェル、トゥショラ、グニェフ、ピンスク、ヴィエルニ、ダウガフピルス、コブルィン、シャウレイの代官を務めた。
アルブレフトは国王ジグムント3世の支援者として活動したが、その息子ヴワディスワフ4世とは宗教問題でしばしば衝突した。ヴワディスワフ4世はプロテスタントに寛容で、宗教的寛容政策にも積極的だった。これに対し、アルブレフトは非カトリックの宗派全てを嫌い、彼らに与えられる権利や特権に関する文書に大法官印璽を押すことを拒むこともあった。またアルブレフトはリトアニアに対する愛国心の強い人物でもあった。彼は同国人がポーランド人から差別されることの無くなるよう努力していたし、リトアニア人もポーランド人と平等に二民族の連邦政治体を代表するという考えを崩さなかった。ただし、彼の考えでは非カトリック教徒はカトリック教徒とは決して平等とはなりえないのだった。「異教徒」に対する彼の差別意識は王国大法官だったイェジー・オッソリンスキに支持された。アルブレフトはハプスブルク家に好意的で、同家出身のヴワディスワフ4世の王妃ツェツィーリア・レナータの親しい友人となった。
ラジヴィウ家の一員として、アルブレフトもまた一族に対する支援を惜しまなかった。「異教徒」嫌いとの評判が高かったにもかかわらず、彼はカルヴァン主義を信奉する親族たちとも協力関係を築いた。彼は共和国で最も富裕なマグナートの一人だったが、ツェツィーリア・レナータの女官、およびスタニスワフ・ルボミルスキ公爵の娘との2度の結婚生活で後継ぎを儲けることはできなかった。1656年にアルブレフトが亡くなると、彼の遺産はネスヴィジ領主系統（伯父ミコワイ・クシシュトフの子孫たち）に相続された。
彼は1632年から亡くなる1656年まで日記『ポーランドの歴史に関する回想（Memoriale rerum gestarum in Polonia）』を新ラテン語で執筆しており、同書はポーランド・リトアニア共和国の貴族階級が残した日記類の中でも高い評価を受けている。